# Ярилов, Евгений Витальевич
Евгений Витальевич Ярилов (род. 11 августа 1968, Чита, РСФСР, СССР) — российский политик, бывший глава городского округа «Город Чита», председатель городской думы Читы.

## Биография
Евгений Ярилов родился 11 августа 1968 года в Чите.
Родители — потомственные железнодорожники.
В 1987—1989 гг. проходил службу в рядах Советской армии.
После окончания вуза работал в различных транспортных структурах.
С 1996 по 2019 годы работал в системе транспортного образования.
С 2009 по н.в. — в системе муниципальной власти города Читы, с 2019 г. на постоянной основе.

### Образование
Дальневосточный государственный университет путей сообщения, строительство
Забайкальский институт железнодорожного транспорта, экономика
Забайкальский институт железнодорожного транспорта, экономика на транспорте
Сибирский государственный университет путей сообщения, кандидат экономических наук

### Карьера
С 1996 года работал в Забайкальском институте железнодорожного транспорта (филиал ИрГУПС), доцент, почетный профессор вуза.
С 2015 года по 2019 год — возглавлял Забайкальский институт ж/д транспорта.
С октября 2019 года — председатель попечительского совета вуза.
С мая 2019 года возглавляет Забайкальский региональный Общественный совет «Историческая память»
С 2009 по 2019 год — депутат Думы городского округа «Город Чита» пятого и шестого созывов на непостоянной основе.
19 сентября 2019 года на заседании Думы городского округа избран главой городского округа Читы, исполняющим полномочия Председателя Думы городского округа.
27 сентября 2024 года избран Председателем Думы Читы.

## Награды и звания
- Почётный железнодорожник Российской Федерации;

- Заслуженный работник высшей школы Читинской области;

- Заслуженный работник высшей школы Забайкальского края;

- Почётный работник Забайкальской железной дороги;

- медаль «5 лет федеральной службе войск Национальной гвардии РФ»;

- медаль «40 лет БАМ»;

- ведомственные награды Министерства образования и науки Российской Федерации;

- ведомственные награды Министерства транспорта Российской Федерации;

- медаль «За заслуги перед Забайкальским краем»;

- награды Губернатора и Законодательного Собрания Забайкальского края.

Иностранные награды и звания:
- орден «Полярная звезда» — высшая награда Монголии;

- Почётный железнодорожник Монголии.